# پوراب

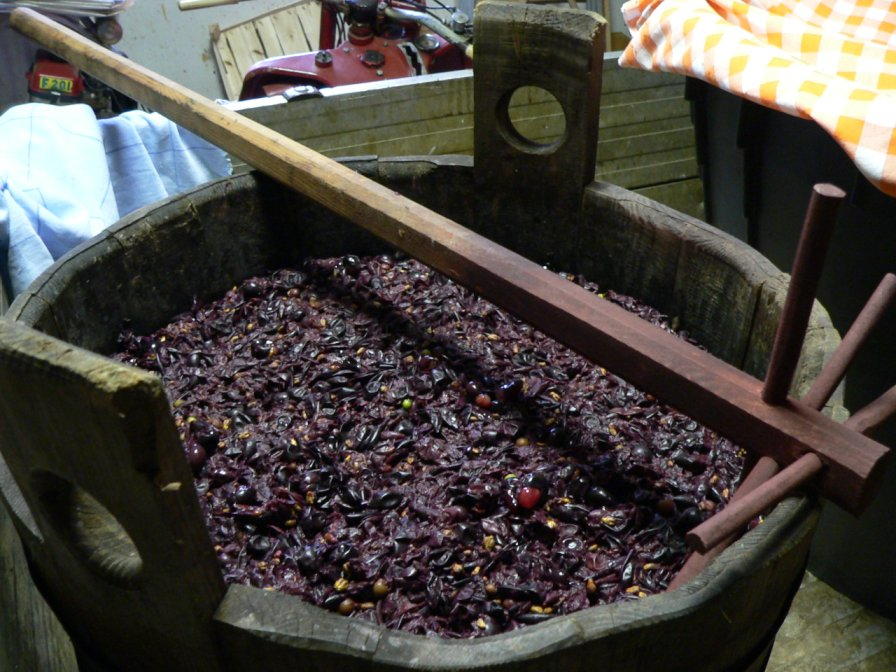
انگور در حال فشرده جهت ایجاد پوراب.

پوراب (انگلیسی: Must) آب‌میوه‌ای است که از پورهٔ میوه‌های مورد استفاده در صنایع شراب‌سازی یا سایر صنایع غذایی به دست می‌آید.